# Сіґрід Рісслер
Сіґрід Алфхілд Елізабет Андерссон Рісслер  (швед. Sigrid Alfhild Elisabeth Andersson Rissler; 2 січня 1886, Стокгольм — 1918) — шведський ботанік, живописець, художниця і майстриня. 
Її мистецтво складається з ліричних пейзажів, лісових інтер'єрів і досліджень з архіпелагу, ботаніки, зробленої в олії, а також малюнків квітів і водоростей олівцем або аквареллю.  Для друзів вона робила ручні вишивки, а для порцелянового заводу «Густафсберг» зробила ряд ескізів для порцеляни. Також розробила меблі з орнаментом рослин в стилі модерн і інтарсії. Має деякі наукові роботи, зокрема в 1887 р.  дослідження розвитку первинних судинних ниток однодольних, яке вона сама ілюструвала. Деякі з її малюнків показані на виставці «Jugend 1954» Національного музею.